# Progettista del suono
Con il termine progettista del suono (in inglese sound designer) ci si riferisce a una persona che svolge una professione legata all'ambiente del suono e in particolare alla sua progettazione (progettazione del suono) o modificazione per scopi di vario genere. Questa figura professionale, nata con l'avvento delle nuove tecnologie, compone musiche e suoni per diversi settori, come quello della televisione, della radio, del cinema, del teatro, della pubblicità e del marketing, della discografia e dei videogiochi. Per svolgere questo lavoro sono necessarie conoscenze in ambito musicale, tecnologico, scientifico e acustico. Il sound designer è in grado di progettare e gestire la spazializzazione del suono in ambienti chiusi e aperti.

## Il suono, i processi comunicativi e i media
Il suono è un elemento che coinvolge molti processi di comunicazione: il sound designer è in grado di utilizzarlo per costruire effetti sonori ed elettronici e per applicarlo a diversi ambiti e media. Gli ambiti di produzione in cui questa figura professionale ha la possibilità di operare spaziano dalla creazione di colonne sonore, jingle pubblicitari, effetti sonori (per il cinema,la televisione e il teatro) ed effetti musicali.

## Strumenti utilizzati
La tecnologia è spesso alla base del lavoro che svolge un esperto di questo tipo, gli strumenti utilizzati includono infatti il computer (dotato di specifici software in grado di modificare e creare suoni), il microfono, lo studio di registrazione e il mixer.

## Il sound designer nell'ambito del marketing
Per ciò che concerne l'ambiente del marketing, il suono è uno strumento fondamentale: una composizione musicale o sonora si lega spesso ad un prodotto e può essere utilizzato dall'azienda come vera e propria strategia per fare in modo che il cliente associ una determinata successione di suoni o una composizione ad un particolare prodotto. Questo collegamento involontario che si stabilisce per il possibile acquirente può essere di grande rilevanza, infatti ogni volta che il soggetto in questione sentirà il jingle associato al prodotto o all'azienda farà riemergere una serie di ricordi e di impressioni positive o negative.

## La produzione di una sigla
I programmi televisivi o radiofonici si affidano di frequente a figure esperte per l'elaborazione di sigle; il sound designer spesso costruisce appositamente i suoni, non li elabora solamente. Anche la produzione di sigle, come quella di jingle pubblicitari può rivelarsi utile per suscitare un ricordo nello spettatore: se la successione sonora rimarrà impressa nel soggetto sarà associata al programma in questione.